# Società Hockey Monza del G.R.F. "Michele Bianchi" 1938
Questa voce raccoglie le informazioni riguardanti la Società Hockey Monza del Gruppo Rionale Fascista "Michele Bianchi" nelle competizioni ufficiali della stagione 1938.

## Maglie e sponsor
| 1ª divisa |

## Organico

### Giocatori
| N° | Naz.              | Ruolo | Sportivo        |  |  |  |
| -- | ----------------- | ----- | --------------- |  |  |  |
| ?  | Italia (bandiera) | E     | Massimo Colombo |  |  |  |
| ?  | Italia (bandiera) | E     | Ghezzi          |  |  |  |
| ?  | Italia (bandiera) | E     | Dante Haver     |  |  |  |
| ?  | Italia (bandiera) | E     | Luigi Kullmann  |  |  |  |
| ?  | Italia (bandiera) | E     | Manni           |  |  |  |
| ?  | Italia (bandiera) | P     | Mario Massironi |  |  |  |
| ?  | Italia (bandiera) | E     | Augusto Viganò  |  |  |  |

### Staff tecnico
- Allenatore:
- Allenatore in seconda:
- Meccanico:

### Libri
- Gianfranco Capra Mario Scendrate, Hockey su pista in Italia e nel mondo, Novara, S.E.N., 1984.
- Storia del club firmata da Giandomenico Barzaghi (giornalista de Il Cittadino di Monza).

### Giornali
- Il Popolo di Monza  organo del Fascio di Monza, giornale settimanale edito il martedì, conservato microfilmato presso la Biblioteca Nazionale Braidense di Milano e la Biblioteca Comunale di Monza. La stagione 1938 è consultabile online sul sito bdl.servizi.it.
- Il Cittadino di Monza, edizione del giovedì, settimanale conservato presso la Biblioteca Nazionale Braidense di Milano e la Biblioteca Comunale di Monza. La stagione 1938 è consultabile online sul sito bdl.servizirl.it.